# راؤول سانشيز (لاعب كرة قاعدة)
راؤول سانشيز هو لاعب كرة قاعدة كوبي، ولد في 12 ديسمبر 1930 في Marianao ‏ في كوبا، وتوفي في 30 يونيو 2002 في بيمبروك باينز في الولايات المتحدة.

## وصلات خارجية
- راؤول سانشيز على موقع دوري كرة القاعدة الرئيسي (الإنجليزية)
- راؤول سانشيز على موقعبيزبول رفرنس.كوم (الدوري الرئيسي) (الإنجليزية)
- راؤول سانشيز على موقعبيزبول رفرنس.كوم (الدوري الثانوي) (الإنجليزية)